# Pinhão-bravo
Pinhão-bravo (Jatropha mollissima) é uma arvoreta comum na caatinga.

## Características

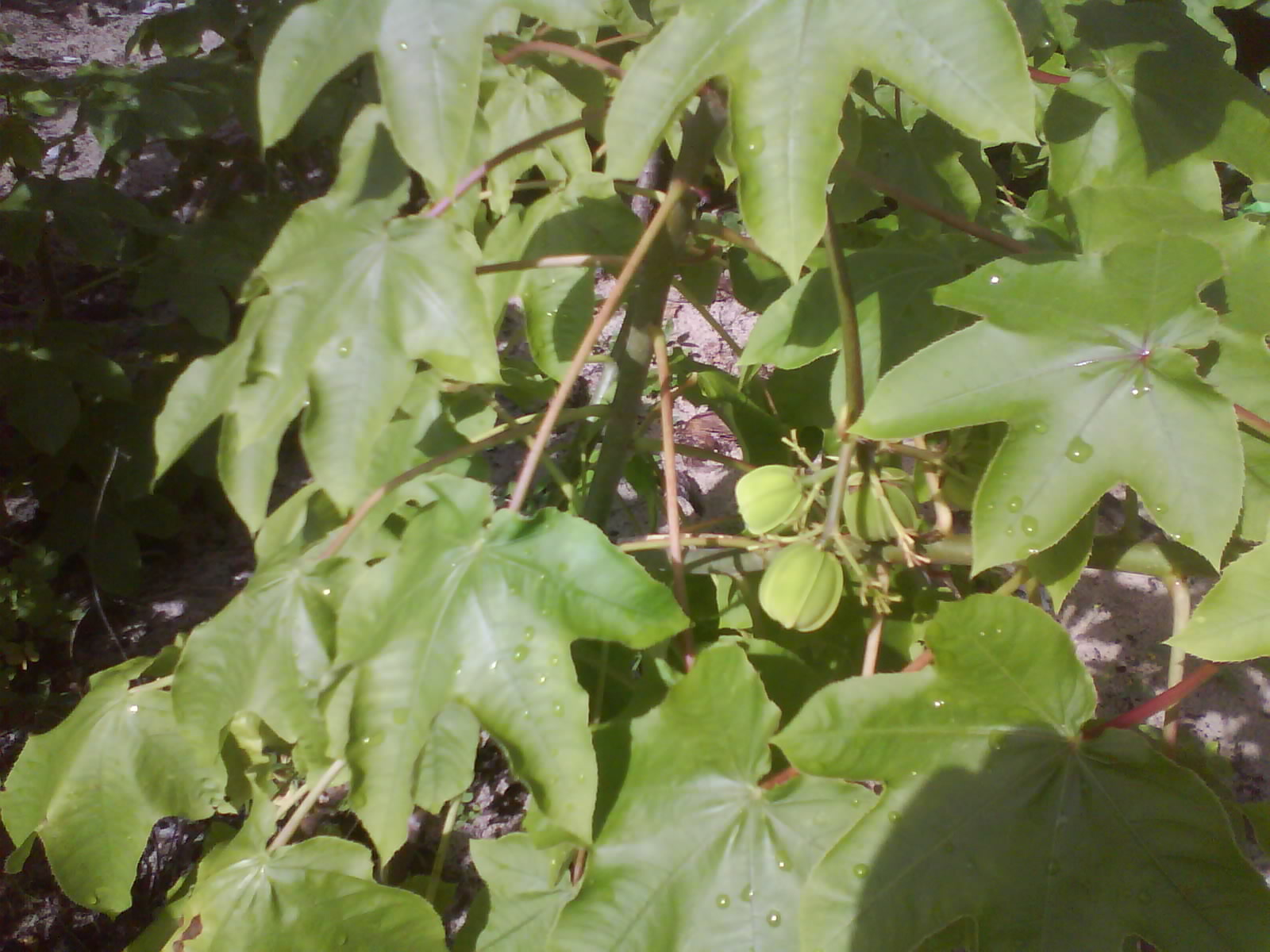
Aspecto peculiar da planta, cultivada no município de Cascavel - CE

- Tem entre 1 e 3 m de altura, lactescente, de caule ereto, liso, pouco ramificado, casca verde-cúprea, desprendendo-se em lâminas horizontais, finas como papel, de cor cinza-acastanhada quando seca
- Casca nova bem lenticelada
- Folhas alternas e pubescentes
- Flores com cores que variam do vermelho ao laranja e salmão, até o branco-avermelhado, em cimeiras axilares ou terminais e de pedúnculo comprido, em torno dos 6 aos 19 cm
- Frutos em forma de cápsulas verdes, contendo 3 sementes castanho-escuro-avermelhadas, espessas, de 8 a 9 mm

## Ocorrência

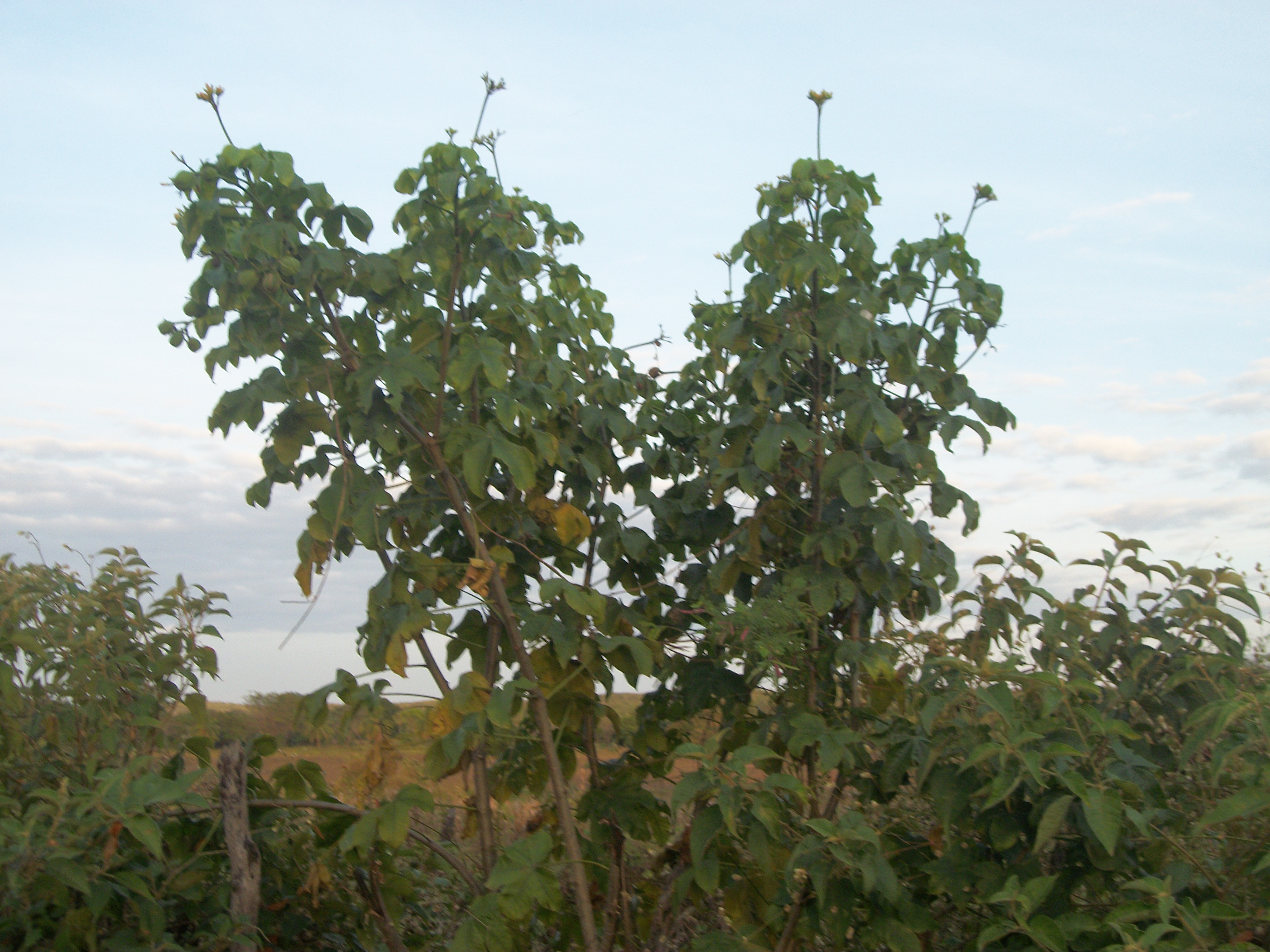
Aspecto da planta com flores e frutos em Lavras da Mangabeira - CE

Piauí até a Bahia e o norte de Minas Gerais na caatinga, sendo endêmica neste bioma.

## Ecologia
Geralmente ocorre em várzeas fluviais, associadas aos pereiros, e importante para a alimentação de abelhas nativas, pelo pólen fornecido durante a época de chuvas e na transição seca-chuva (onde ocorre a floração). Perde as folhas na estação seca.

## Utilidades
- Efeito cicatrizante em feridas
- Planta ornamental
- Usada no combate à erosão do solo
- Cercas vivas em estradas
- Polinização
- Fabricação de tintas e sabões pelo óleo extraído das sementes